# Musée national d'histoire naturelle du Luxembourg

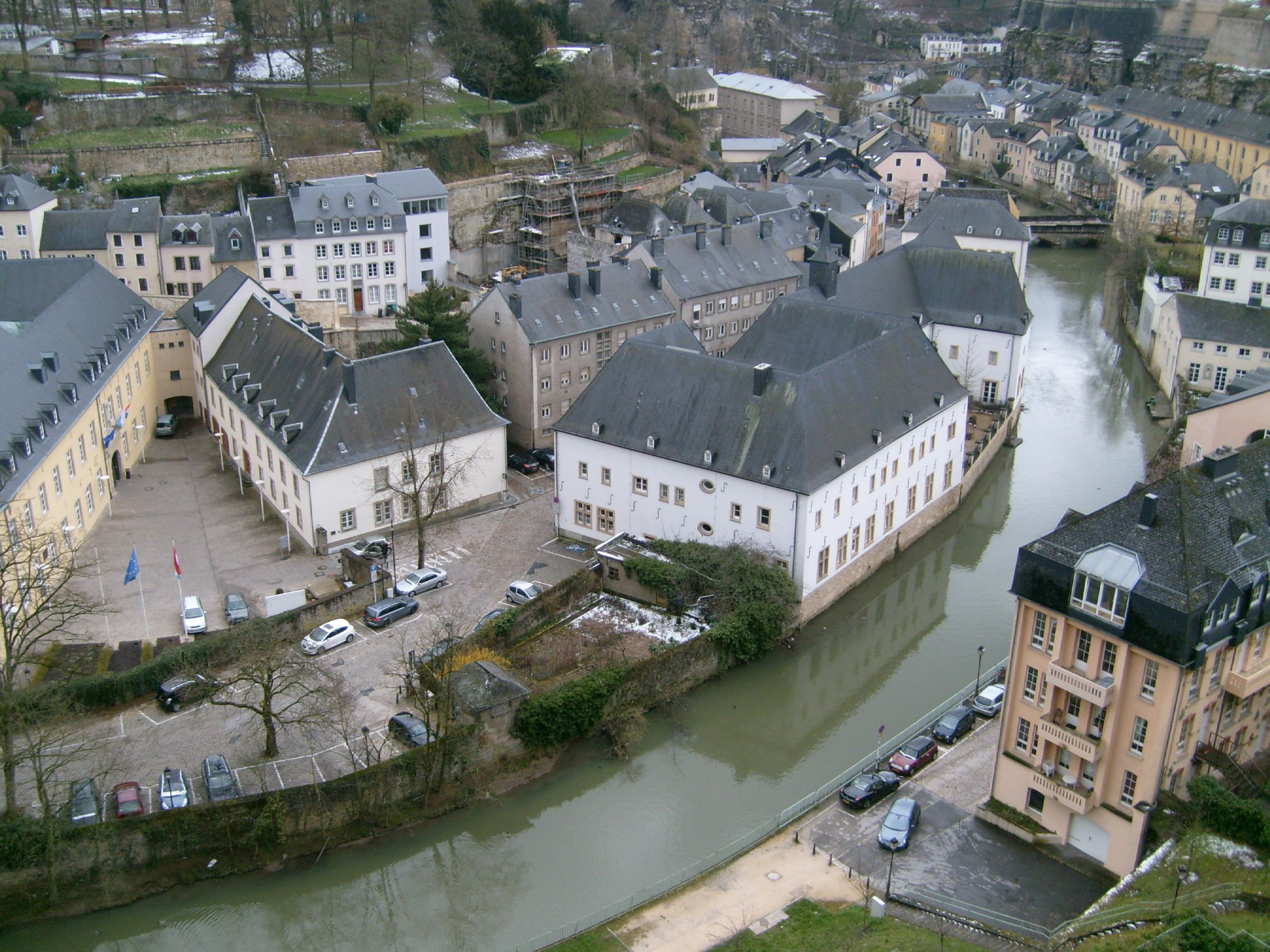
Vue depuis la Corniche (ville haute) : le musée se compose des bâtiments blancs au centre de l'image. Le bâtiment blanc en forme de L sur la gauche abrite les installations de recherche.

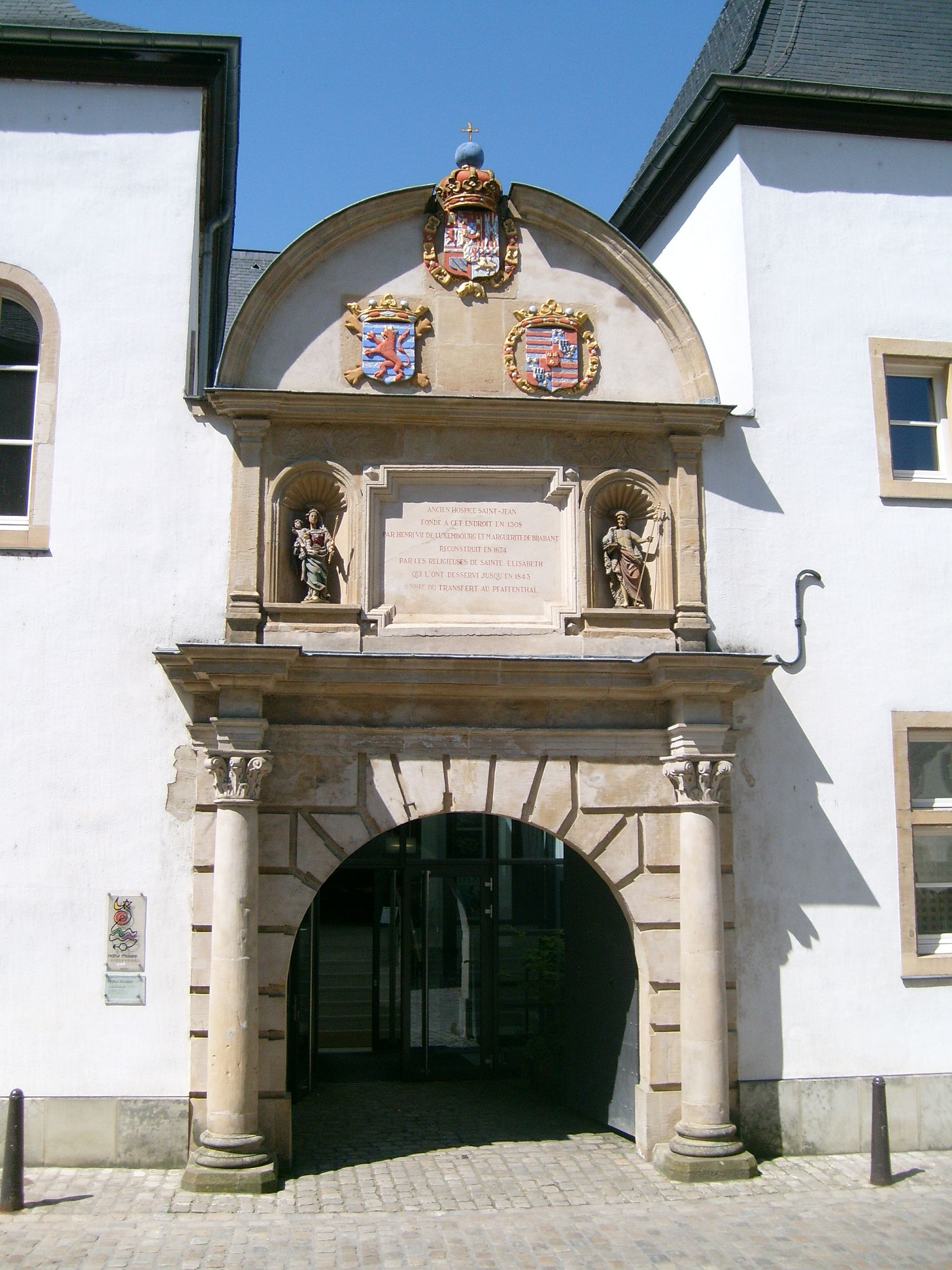
Entrée du musée.

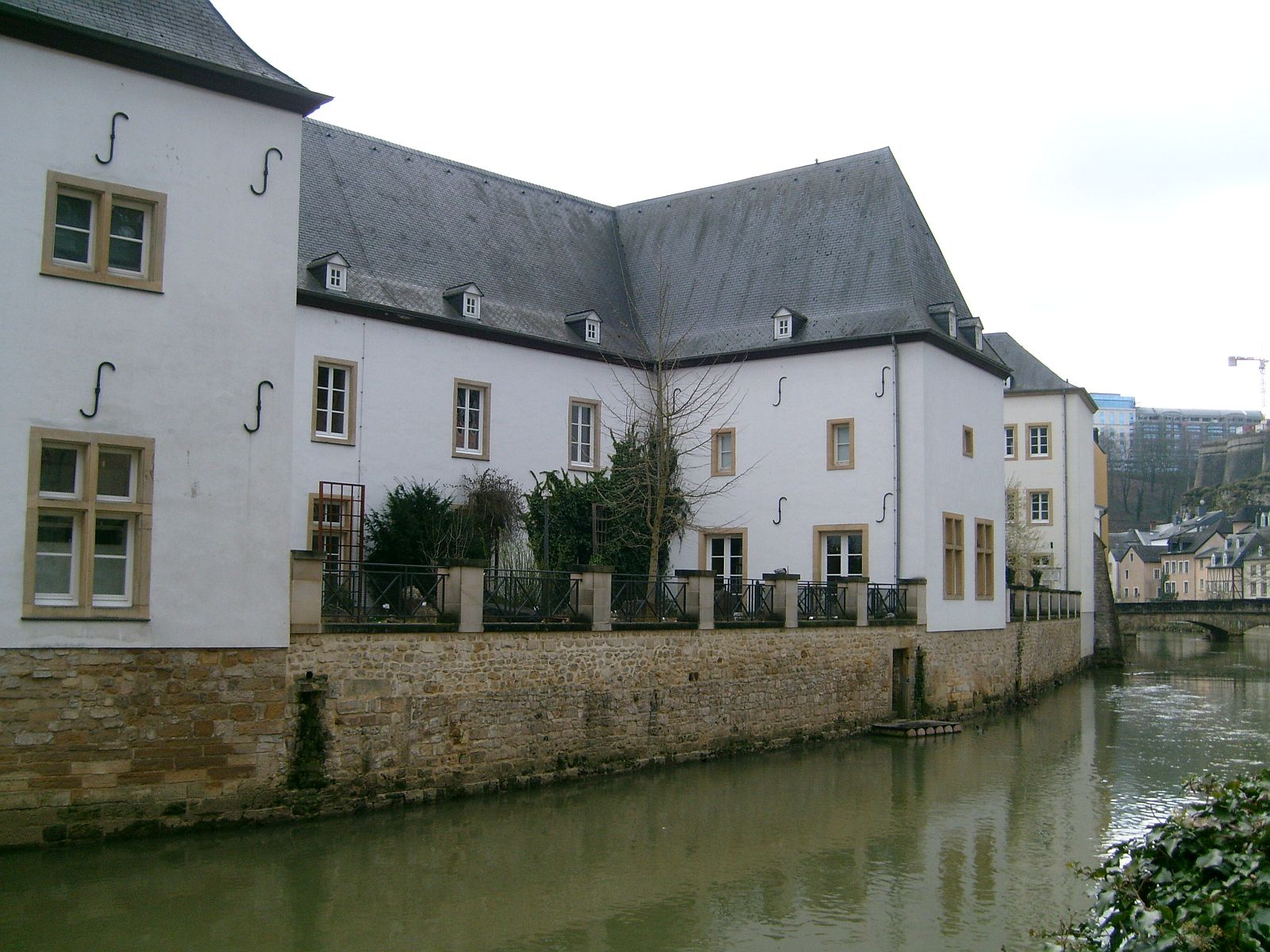
Arrière du musée le long de l'Alzette.

Le Musée national d'histoire naturelle du Luxembourg (Nationalmusée fir Naturgeschicht en luxembourgeois, Naturmusée en version abrégée) est le musée d'histoire naturelle de rang national du Luxembourg. Depuis sa fondation en 1854, il se trouve dans la capitale, dans le sud du Grand-Duché. Le musée se trouve plus exactement dans l'ancien Hospice Saint-Jean dans le quartier du Grund sur la rive orientale de l'Alzette, près du Centre culturel et de rencontre Abbaye de Neumünster.

## Missions du Naturmusée
Selon la loi du 25 juin 2004 portant réorganisation des instituts culturels de l'État, le musée national d’histoire naturelle a pour missions :
- d'étudier et de documenter le patrimoine naturel et de contribuer à sa conservation ;
- d'entreprendre des prospections et de procéder à des fouilles paléontologiques, minéralogiques et pétrologiques, de surveiller de telles fouilles pratiquées par des organismes publics ou privés ainsi que par des particuliers ;
- de réunir, de conserver et d’étudier des collections et des données scientifiques relevant du patrimoine naturel, y inclus des données informatisées, et de rendre ces collections et données accessibles au public ;
- d'assurer la présentation des thèmes de son domaine, notamment par des expositions, publications, conférences, colloques et activités éducatives ;
- de sensibiliser le public à la connaissance et à la conservation du patrimoine naturel du pays et de la Grande Région ;
- de contribuer à la promotion de la culture scientifique en général ;
- de gérer des dépendances scientifiques, muséales, éducatives et techniques ;
- de collaborer à la création de musées régionaux et locaux et de contribuer à leur gestion ;
- d'initier et de contribuer à des études scientifiques, colloques et activités pédagogiques, de collaborer avec des organismes publics et privés ainsi qu’avec des particuliers dans les domaines qui lui sont propres.

## Organisation
Outre les services généraux (technique, documentation, etc.), le musée national d’histoire naturelle du Luxembourg est structuré en sept sections scientifiques :
- Département des sciences de la vie :
  - section de zoologie des invertébrés,
  - section de zoologie des vertébrés,
  - section de botanique,
  - section d’écologie ;
- Département des sciences de la terre et de l’univers :
  - section de paléontologie,
  - section de géologie et de minéralogie,
  - section de géophysique et d’astrophysique